# Subtropiskt klimat

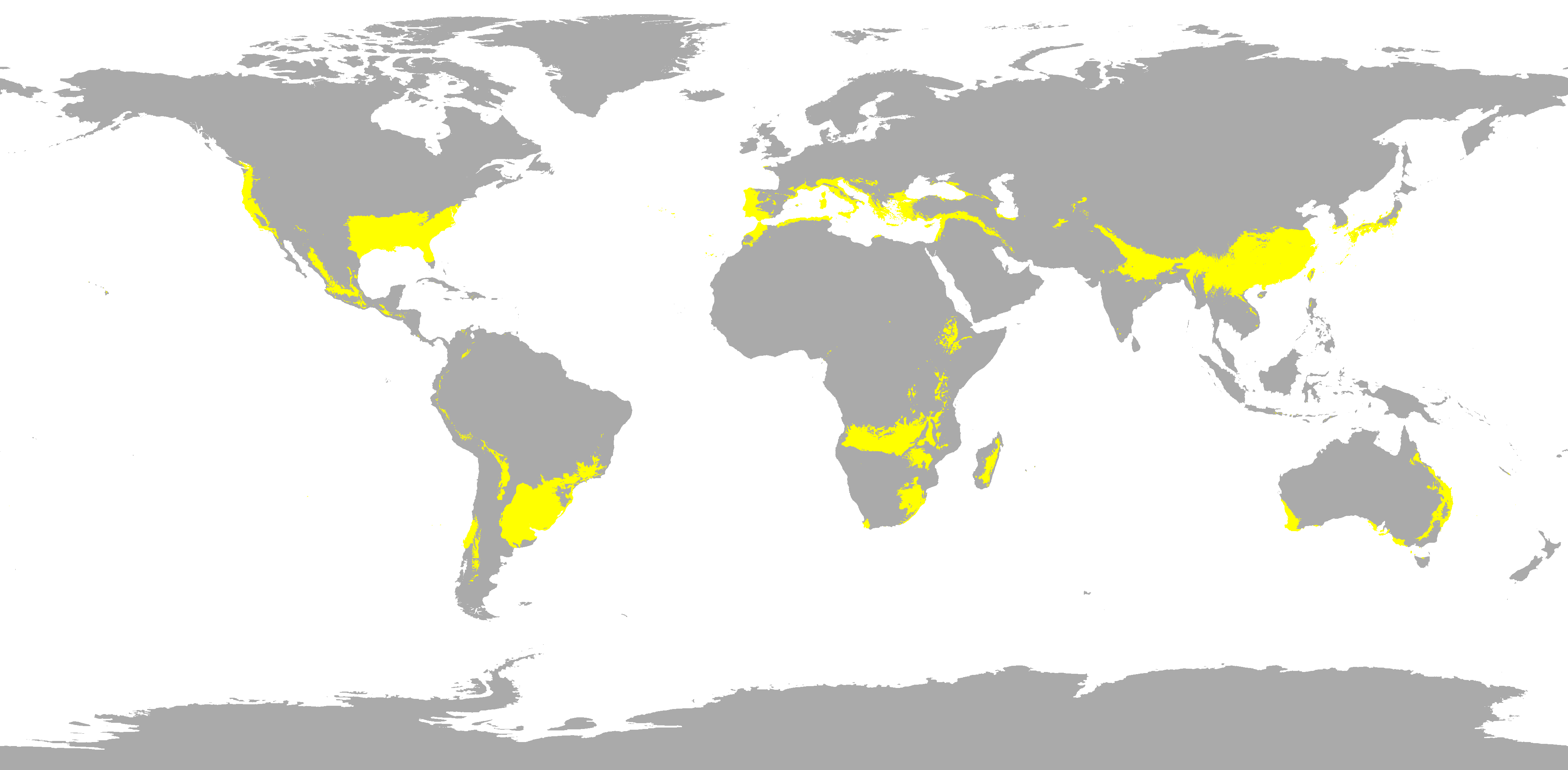
Områden i världen med subtropiskt klimat.

Subtropiskt klimat finns för det mesta inom klimatzonen efter tropiska klimatzonen räknat från ekvatorn. Kännetecknas av långa varma somrar och korta milda vintrar.
Den subtropiska zonen sträcker sig generellt från latitud 40° till 23,5° på båda halvkloten, men subtropiska klimat kan befinna sig både norr och söder om dessa breddgrader och även inom den tropiska zonen.
De hetaste lufttemperaturer som någonsin uppmätts har varit på platser inom den subtropiska zonen, som Death Valley i Kalifornien.
Bland de städer som befinner sig längst norrut på norra halvklotet och har ett subtropiskt klimat är Nice i Frankrike. Melbourne i Australien är ett exempel på en stad som ligger på södra halvklotet och hör till de sydligaste platserna med subtropiskt klimat. Ett exempel på en stad med subtropiskt klimat trots sin placering inom den tropiska zonen är Bogotá i Colombia.

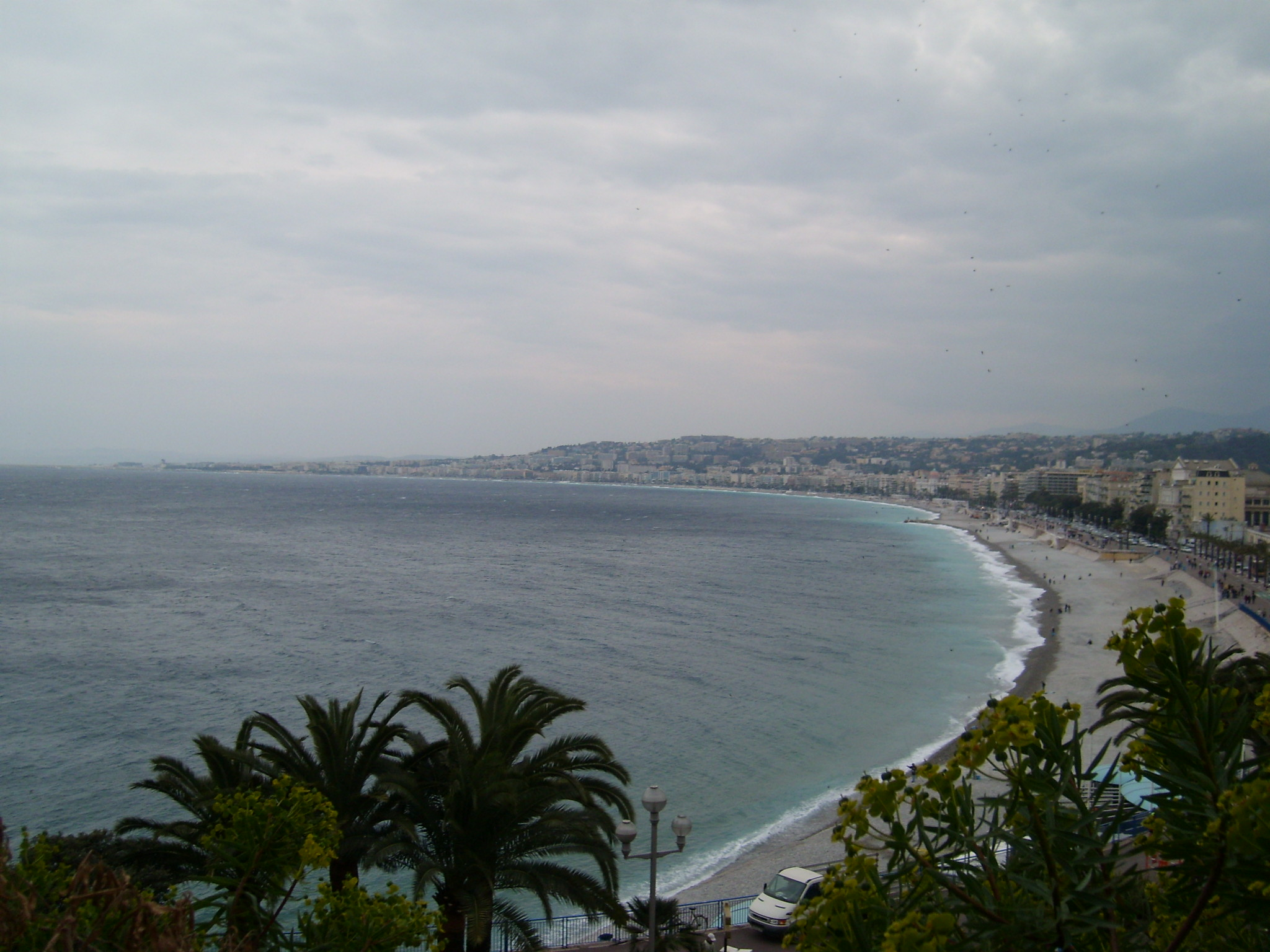
Trots sin nordliga placering har Nice ett subtropiskt medelhavsklimat.

Den norra subtropiska klimatzonen sträcker sig från Mexiko, över södra USA, runt Medelhavet i Europa och norra Afrika. I Asien täcks den största delen av den Arabiska halvön och den norra Indiska halvön och södra Kina.

## Olika typer av subtropiskt klimat
Subtropiskt klimat förekommer i olika varianter.
Nedan följer en lista över olika subtropiska klimat:

### Medelhavsklimat

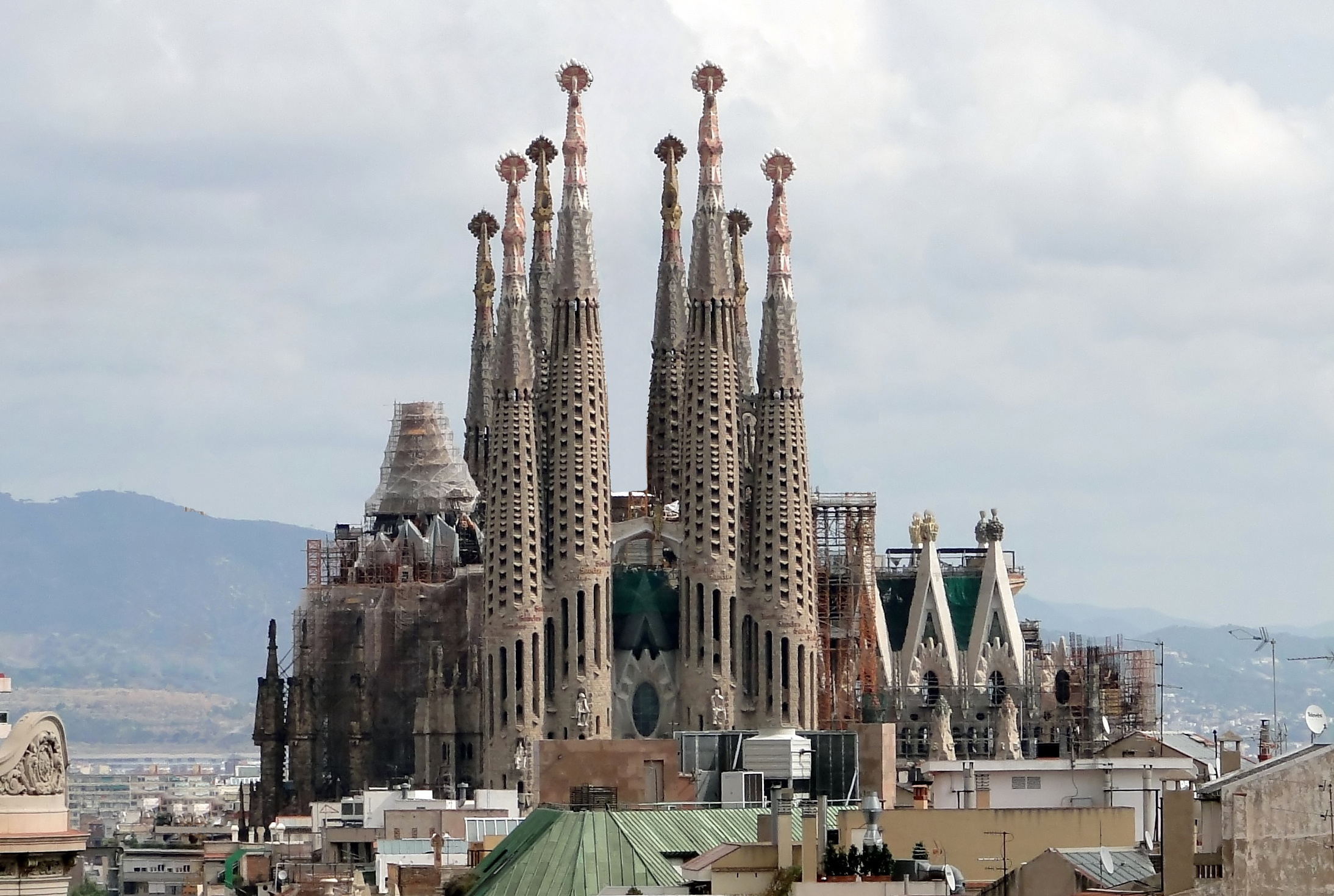
Klimatet i Barcelona är ett typiskt exempel på ett medelhavsklimat.

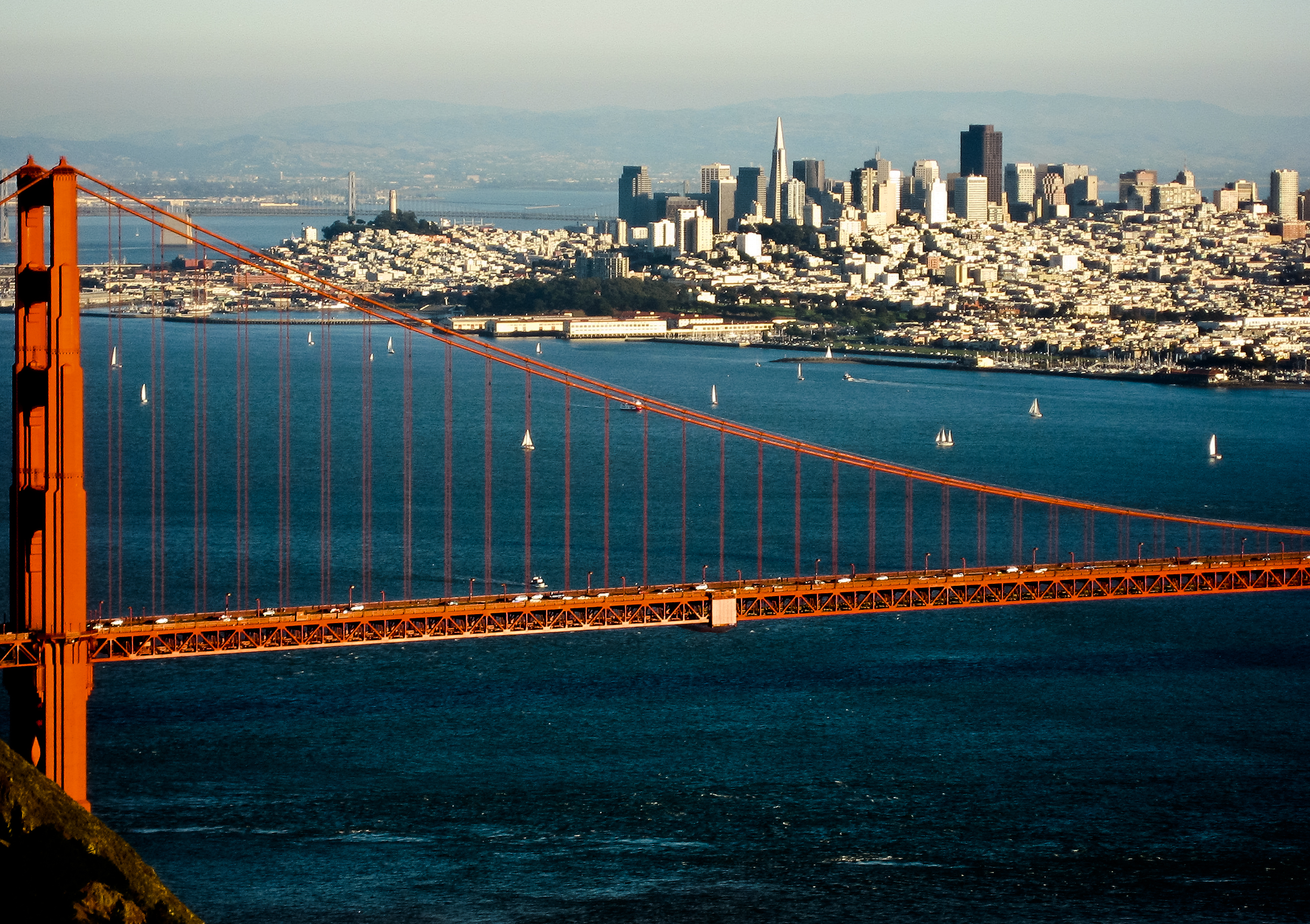
Medelhavsklimat existerar inte bara runt Medelhavet. San Francisco är ett exempel på en amerikansk stad med medelhavsklimat.

Medelhavsklimat är ett klimat som utmärks av att sommaren är oavbrutet torr och varm, medan vädret på vintern är omväxlande och nederbördsrikt. Kontrasten beror på att ett subtropiskt högtryck invaderar området under sommaren, medan vintern präglas av luftmassor från tempererade områden med mer växlande väder.
Detta klimat ger en bra förutsättning för både djur- och växtriket, då ett växlande klimat ger en bra och näringsrik föda.[källa behövs]
Medelhavsklimat förekommer inte endast kring Medelhavet, utan även i andra regioner i gränsområdet mellan det subtropiska högtrycket och västvindsbältet. Exempel är vissa delar av Australien, Chile, Sydafrika och USA.
Några grödor som framför allt odlas i medelhavsklimat är vindruvor, citrusfrukter, avokado och korkek.
Exempel på städer med medelhavsklimat
- Rom, Italien
- Barcelona, Spanien
- Kapstaden, Sydafrika
- Perth, Australien
- San Francisco, Kalifornien, USA
- Los Angeles, Kalifornien, USA
- Santiago, Chile

### Halvtorrt subtropiskt klimat

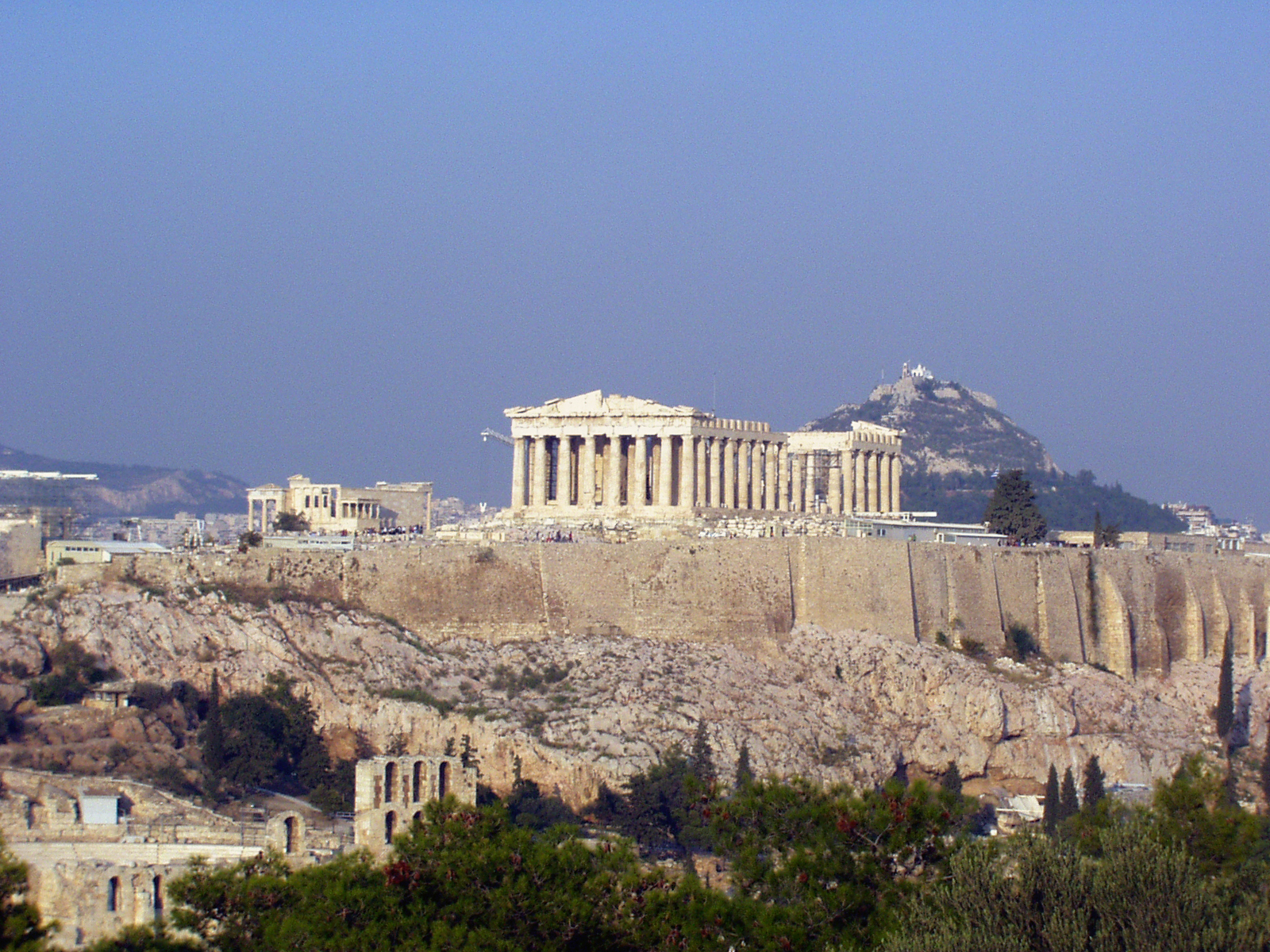
Klimatet i Aten är ett exempel på ett halvtorrt subtropiskt klimat.

Kallas också för stäppklimat. Kännetecknas av heta somrar, varma vintrar och lite nederbörd.
Exempel på städer med halvtorrt subtropiskt klimat
- Aten, Grekland
- Nicosia, Cypern
- San Diego, Kalifornien, USA
- Tripoli, Libyen
- Zaragoza, Spanien

### Torrt subtropiskt klimat

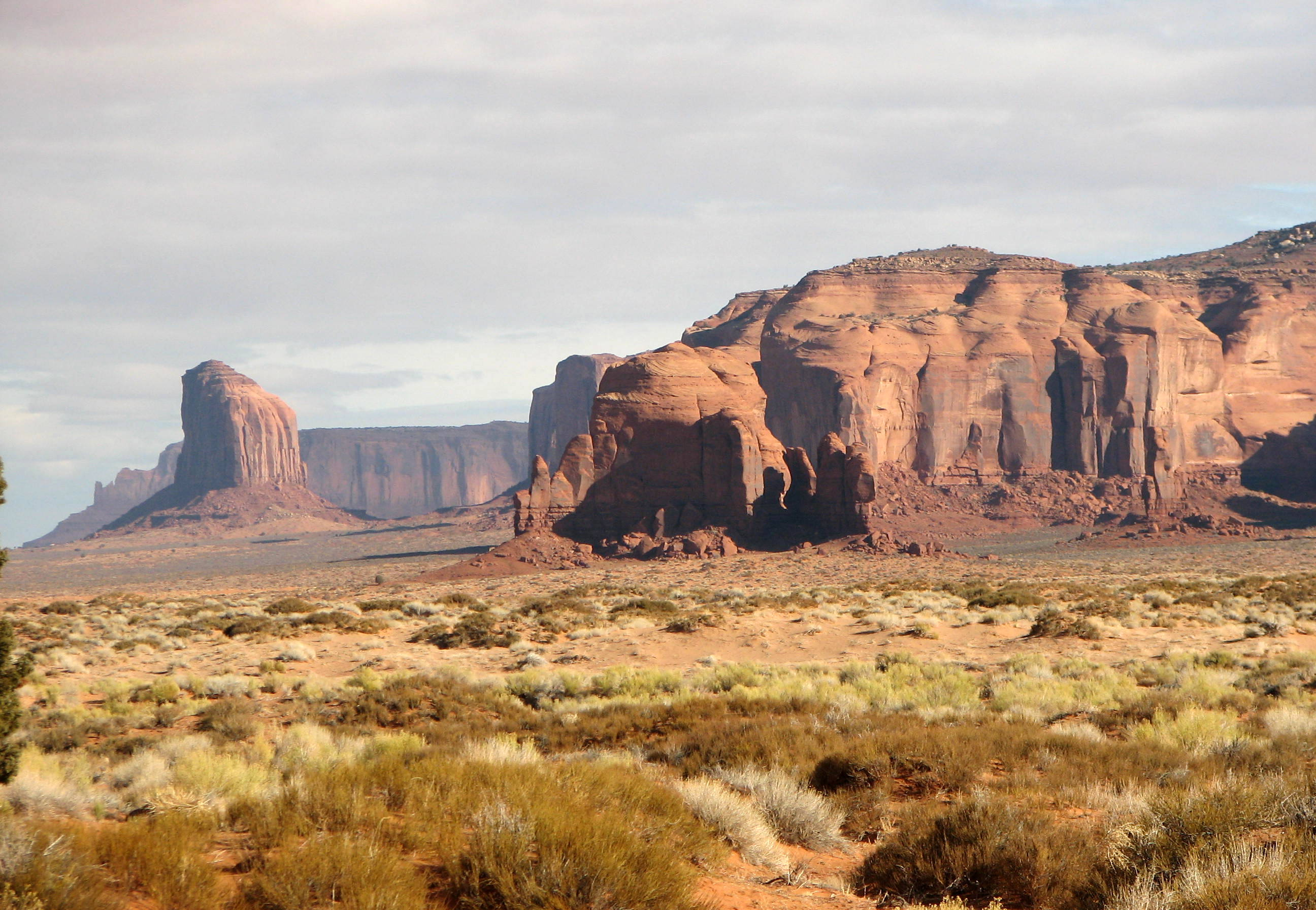
Klimatet i Arizonas öken är ett exempel på ett torrt subtropiskt klimat.

Kallas också för subtropiskt ökenklimat. Kännetecknas av extremt heta somrar, svala till varma vintrar och extremt lite nederbörd.
Exempel på städer med torrt subtropiskt klimat
- Las Vegas, Nevada, USA
- Phoenix, Arizona, USA
- Bagdad, Irak
- Kairo, Egypten
- Alice Springs, Australien
- Lima, Peru

### Fuktigt subtropiskt klimat

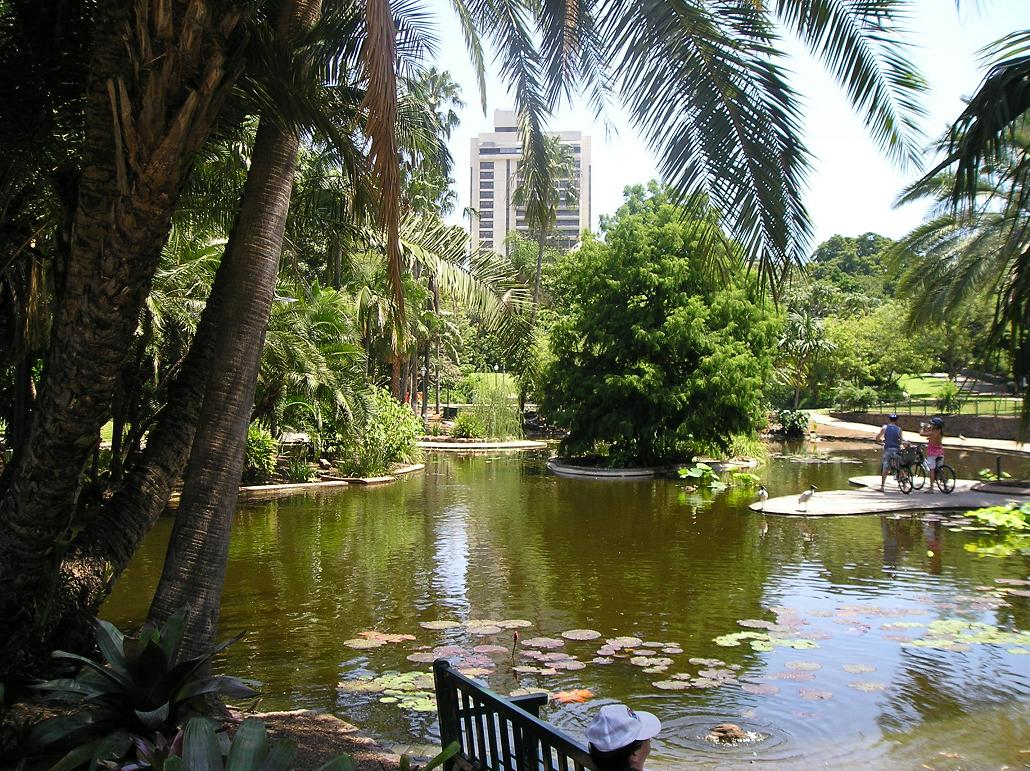
Brisbane i Australien har ett väldigt fuktigt subtropiskt klimat.

Ett klimat som utmärks av att sommaren är varm till het, medan vintern är sval till varm. Dock hög nederbörd under hela året.
Exempel på städer med fuktigt subtropiskt klimat
- Atlanta, Georgia, USA
- Orlando, Florida, USA
- Brisbane, Australien
- Durban, Sydafrika
- São Paulo, Brasilien
- Shanghai, Kina

### Subtropiskt höglandsklimat
Existerar inom högre höjder, och finns mest inom den tropiska zonen.
Exempel på städer med subtropiskt höglandsklimat
- Bogotá, Colombia
- Mexico City, Mexiko
- Nairobi, Kenya

### Obestämt subtropiskt klimat

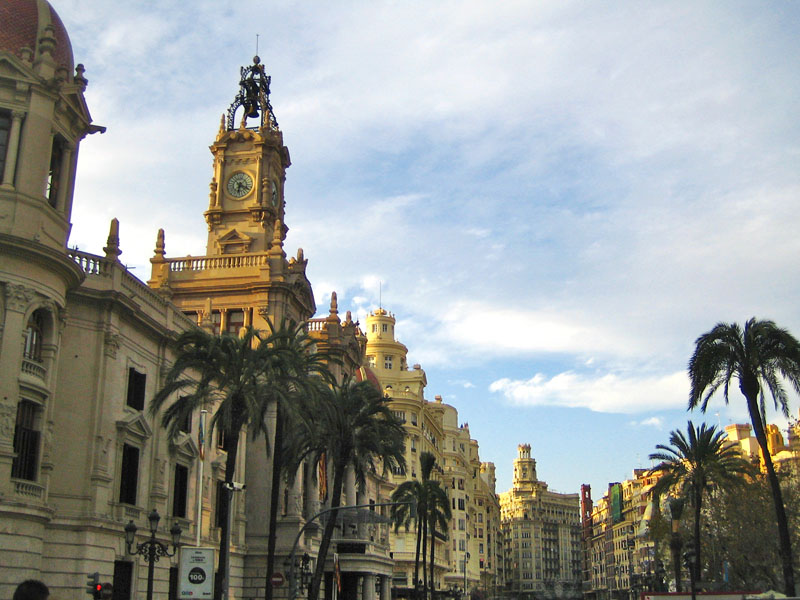
Valencia i Spanien har ett obestämt subtropiskt klimat. Dock med vissa inslag av ett medelhavsklimat.

Faller inte inom någon av de ovannämnda typerna av klimat, men platser med denna typ av klimat brukar ha ett inslag av något av de ovannämnda typerna.
Ett exempel på en stad med denna ovanliga typ av klimat är Valencia i Spanien.